# Хрисанфов, Николай Ефремович
Николай Ефремович Хрисанфов (1884—1950) — советский учёный и педагог в области хирургии и курортологии, доктор медицинских наук (1949), профессор (1949). Один из основоположников советского санитарно-курортного лечения.

## Биография
Родился 15 сентября 1884 года в Москве.
С 1904 по 1909 год обучался на медицинском факультете Московского университета. С 1909 по 1914 год в должности земского врача работал в больницах Московской губернии. С 1914 по 1921 год служил в должности военного врача-хирурга в Русской императорской и Красной армии, был участником Первой мировой и Гражданской войн.
С 1921 по 1930 год на клинической работе в системе Народного комиссариата здравоохранения РСФСР специалистом в Отделе лечебных местностей и в Главном курортном управлении, занимался вопросами связанными с курортной бальнеотехникой и гигиеной. С 1930 по 1940 год на клинической работе в центральном аппарате Государственного планового комитета при СНК СССР в должности заведующего группой планирования санитарно-курортного дела и рабочего отдыха Сектора здравоохранения этого комитета.
С 1940 по 1945 год работал в центральном аппарате Главного курортно-санаторного управления Народного комиссариата здравоохранения РСФСР в должности начальника лечебно-методического отдела, с 1941 по 1945 год в период Великой Отечественной войны, одновременно с основной должностью являлся — начальником отдела эвакуационных госпиталей. С 1945 по 1950 год на научно-исследовательской работе в Государственном Центральном институте курортологии, одновременно с этим работал в Главном курортно-санаторном управлении Народного комиссариата здравоохранения СССР в должности консультанта, являясь так же членом Президиума и заместителем председателя Президиума Курортного совета при Народном комиссариате здравоохранения РСФСР.

### Научно-педагогическая деятельность
Основная научно-педагогическая деятельность Н. Е. Хрисанфова была связана с вопросами в области проблем гигиены санитарно-курортного строительства, организации курортного лечения. Под руководством Н. Е. Хрисанфова впервые в Советском Союзе была разработана методика планирования направлений здравоохранения в области санаторно-курортного лечения. В 1932 году Н. Е. Хрисанфов являлся участником Первой Всесоюзной конференции проведённой под эгидой Государственного планового комитета при СНК СССР. Являлся членом Государственных комиссий по планированию строительства и реконструкции курортов в 1933 году — в Грузинской ССР, в 1935 году — в Сочи — Мацеста, с 1937 по 1938 год — на Южном берегу Крыма и в Кавказских Минеральных Водах.
￼В 1949 году защитил диссертацию на соискание учёной степени доктор медицинских наук, в 1949 году ему было присвоено учёное звание профессор. Под руководством Н. Е. Хрисанфову было написано около ста научных трудов, в том числе монографий.
Скончался 6 ноября 1950 года в Москве.

## Награды
- Орден «Знак Почёта»